# Alien: Earth
Alien: Earth ist eine US-amerikanische Science-Fiction-Horror-Fernsehserie von Noah Hawley, die auf der Alien-Filmreihe basiert. Sie dient als Prequel und spielt zwei Jahre vor den Ereignissen des Originalfilms Alien von 1979. In den Hauptrollen sind Sydney Chandler, Timothy Olyphant, Alex Lawther, Samuel Blenkin, Essie Davis und Adarsh Gourav zu sehen. Die Erstveröffentlichung findet seit dem 12. August 2025 auf FX und FX on Hulu statt. Die deutschsprachige Erstveröffentlichung erfolgt seit dem 13. August 2025 auf Disney+.

## Handlung
Als das Raumschiff Maginot auf der Erde abstürzt, machen eine junge Frau und eine bunt zusammengewürfelte Gruppe taktischer Soldaten eine Entdeckung, die sie mit der größten Bedrohung des Planeten konfrontiert.

## Besetzung und Synchronisation
Die deutschsprachige Synchronisation entsteht nach Dialogbüchern von Nathan Bechhofer und unter der Dialogregie von Dennis Mohme bei FFS Film- & Fernseh-Synchron in Berlin.

### Hauptdarsteller
| Rolle               | Schauspieler     | Synchronsprecher   |
| ------------------- | ---------------- | ------------------ |
| Wendy               | Sydney Chandler  | Magdalena Höfner   |
| Kirsh               | Timothy Olyphant | Johannes Berenz    |
| Joseph „Joe“ Hermit | Alex Lawther     | Jonas Lauenstein   |
| Boy Kavalier        | Samuel Blenkin   | Tim Schwarzmaier   |
| Dame Silvia         | Essie Davis      | Christin Marquitan |
| Slightly            | Adarsh Gourav    | Nicolas Rathod     |
| Tootle              | Kit Young        | Jeremias Koschorz  |
| Arthu               | David Rysdahl    |                    |
| Morrow              | Babou Ceesay     | Matti Klemm        |
| Smee                | Jonathan Ajayi   | Tobias Schmidt     |
| Curly               | Erana James      |                    |
| Nibs                | Lily Newmark     | Alice Bauer        |
| Siberian            | Diêm Camille     | Rubina Nath        |
| Atom Eins           | Adrian Edmondson | Uwe Büschken       |

### Nebendarsteller
| Rolle            | Schauspieler          | Synchronsprecher   |
| ---------------- | --------------------- | ------------------ |
| Benjamin Rashidi | Moe Bar-El            | Karim El Kammouchi |
| Yutani           | Sandra Yi Sencindiver | Julia Kaufmann     |
|                  | Richa Moorjani        |                    |
|                  | Karen Aldridge        |                    |
|                  | Enzo Cilenti          |                    |
|                  | Max Rinehart          |                    |
|                  | Amir Boutrous         |                    |
|                  | Victoria Masoma       |                    |
|                  | Tom Moya              |                    |
|                  | Andy Yu               |                    |
| Schmuel          | Michael Smiley        | Oliver Siebeck     |
|                  | Jamie Bisping         |                    |
|                  | Tanapol Chuksrida     |                    |

## Episodenliste
| Nr. | Deutscher Titel | Originaltitel     | Erstveröffentlichung USA | Deutschsprachige Erstveröffentlichung (D/A/CH) | Regie            | Drehbuch                       | Zuschauer (USA) |
| --- | --------------- | ----------------- | ------------------------ | ---------------------------------------------- | ---------------- | ------------------------------ | --------------- |
| 1 | Nimmerland      | Neverland         | 12. Aug. 2025            | 13. Aug. 2025                                  | Noah Hawley      | Noah Hawley                    | 0,589 Mio.      |
| Im Jahr 2120 kontrollieren fünf Unternehmen die Erde und das kolonisierte Sonnensystem, darunter die kürzlich gegründete Prodigy Corporation. Die USCSS Maginot, ein Weyland-Yutani-Forschungsschiff der C-Klasse für den Weltraum, nähert sich der Erde nach einer 65-jährigen Expedition zur Gewinnung außerirdischer Proben, darunter Facehugger. Auf der Erde, auf Prodigys Forschungsinsel Neverland, wird ein todkrankes Kind namens Marcy Hermit zum ersten Hybriden. Ihr Bewusstsein wird auf einen erwachsenen synthetischen Körper übertragen. Sie nennt sich Wendy. Mit Hilfe ihres synthetischen Mentors Kirsh gewöhnt sich Wendy an ihren neuen Körper und beaufsichtigt mehrere andere Kinder, die sich dem Eingriff unterziehen. Eine Fehlfunktion beeinträchtigt die Navigation der Maginot und bringt sie auf Kollisionskurs mit der Erde. Einige Exemplare befreien sich, und ein erwachsener Xenomorph tötet den Großteil der Besatzung. Die Maginot stürzt in einen Turm in Prodigy City, New Siam, wo Wendys menschlicher Bruder Joe Hermit als Sanitäter und Unternehmenssoldat arbeitet. CEO Boy Kavalier behauptet, der Inhalt der Maginot gehöre nun Prodigy und schickt Kirsh, Wendy und die anderen Hybriden zur Unterstützung bei der Suche und Rettung, um ihre verbesserten Fähigkeiten zu testen. Sicherheitsoffizier Morrow, der den Absturz in einem verstärkten Panikraum überlebt hat, eilt zum Schutz der Ladung und nimmt zwei Prodigy-Soldaten fest, die von einem egelartigen Exemplar getötet werden. Wendy bemerkt gegenüber Kirsh, dass sie ihren Bruder vor dem Tod retten will. |                 |                   |                          |                                                |                  |                                |                 |
| 2 | Mr. October     | Mr. October       | 12. Aug. 2025            | 13. Aug. 2025                                  | Dana Gonzales    | Noah Hawley                    | 0,380 Mio.      |
| Kavalier erzählt seiner Kollegin Dame Sylvia, dass er das Hybrid-Projekt gegründet hat, um mit künstlicher Intelligenz zu konkurrieren, und Wendy zusätzliche Fähigkeiten verliehen hat, da er eine intelligentere Person erschaffen möchte als er. Er lehnt Weyland-Yutanis Bitte ab, die geschützten Inhalte des Maginot zu sichern, und warnt, dass jeder Einbruch in sein Territorium als feindselige Handlung angesehen wird. Hermit wird von einem Xenomorph verfolgt und von seinen Kollegen getrennt. Der Xenomorph folgt ihm bis in die oberen Stockwerke des Turms, tötet einen weiteren Soldaten und massakriert wohlhabende Bewohner in einer Wohnung, die sich weigerten zu evakuieren. Hermit wird von Morrow gerettet, der ihn und den Xenomorph mit einem Taser betäubt, doch letzterer erlangt das Bewusstsein wieder und entkommt, nachdem er zahlreiche andere Soldaten getötet und Morrow verschont hat. In Prodigy City angekommen, treffen die Hybriden Tootles, Smee, Nibs und Curly auf zwei weitere gefährliche außerirdische Exemplare. Wendy findet mit Slightly ihren Bruder, einen anderen Hybriden, aber dieser erkennt sie nicht. Slightly enthüllt ihre wahre Identität einem schockierten Hermit, der glaubte, Wendy/Marcy sei gestorben. Die drei stoßen auf mehrere Xenomorph-Eier und werden von Kirsh angewiesen, diese zu vernichten, bis ein HazMat-Team eintrifft. Hermit wird vom Xenomorph weggezerrt, und Wendy jagt ihm hinterher. |                 |                   |                          |                                                |                  |                                |                 |
| 3 | Metamorphosis   | Metamorphosis     | 19. Aug. 2025            | 20. Aug. 2025                                  | Dana Gonzales    | Noah Hawley & Bob DeLaurentis  | –               |
| Auf der Maginot fragt Nibs Curly, warum die Hybriden alle nach Peter-Pan-Figuren benannt wurden und warum Marcy Wendy sein darf. Boy Kavalier befiehlt Kirsh, die Kreaturen einzusammeln und sie zur Untersuchung auf die Insel zu bringen, trotz Einwänden von Kirsh und Dame Sylvia. Morrow findet Smee und Slightly, die die Xenomorph-Eier bewachen, und verhört sie, da ihm ihr kindliches Verhalten misstrauisch macht. Er flieht kurz nach Kirshs Ankunft, als sich ein Ei zu öffnen beginnt. Währenddessen findet Wendy Hermit, der von einem Xenomorph gefangen genommen wurde. Wendy tötet den Xenomorph, indem sie ihm den Kopf abschlägt, aber sowohl Wendy als auch Hermit werden bei dem Kampf schwer verletzt. Sie kehren alle auf die Insel zurück, wo Hermit operiert wird und Dame und Arthur Sylvia sich um die bewusstlose Wendy kümmern. Boy Kavalier untersucht die Kreaturen, bis Kirsh ihn entfernt, als er einem Xenomorph-Ei zu nahe kommt. Später befragt Atom Eins Smee und Slightly über ihre Begegnung mit Morrow, während Boy Kavalier sie heimlich beobachtet. Irgendwo in New Siam ruft Morrow Yutani an. Sie befiehlt ihm, nach Hause zurückzukehren, aber er weigert sich und besteht darauf, die Kreaturen selbst zurückzuholen. Zurück auf der Insel bittet Curly Boy Kavalier zu erklären, warum Wendy sein Liebling unter den Hybriden ist, und Curly besteht darauf, dass sie die Beste ist. Morrow nimmt auf unbekannte Weise Kontakt zu Slightly auf und erschreckt ihn, aber Morrow überzeugt Slightly, sein Freund zu sein. Während Kirsh, Tootles und Curly einen Facehugger sezieren und seine Larven in Joes Lunge einführen, die während der Operation entfernt wurde, erwacht Wendy von lauten, trillernden Geräuschen, die ihr Schmerzen bereiten. Wendy macht sich auf die Suche nach der Quelle und landet in dem Raum mit den Xenomorph-Eiern, bevor sie auf dem Boden zusammenbricht. |                 |                   |                          |                                                |                  |                                |                 |
| 4 | –               | Observation       | –                        | –                                              | Ugla Hauksdóttir | Noah Hawley & Bobak Esfarjani  | –               |
| 5 | –               | In Space, No One… | –                        | –                                              | Noah Hawley      | Noah Hawley                    | –               |
| 6 | –               | The Fly           | –                        | –                                              | Ugla Hauksdóttir | Noah Hawley & Lisa Long        | –               |
| 7 | –               | Emergence         | –                        | –                                              | –                | Noah Hawley & Maria Melnik     | –               |
| 8 | –               | The Real Monsters | –                        | –                                              | –                | Noah Hawley & Migizi Pensoneau | –               |

## Rezeption
Matthias Kalle nennt die Serie in seiner Rezension in der Die Zeit den „vorläufigen Höhepunkt dieses Serien-Sommers“ 2025. Er führt dies hauptsächlich auf den Drehbuchautor und Showrunner Noah Hawley zurück, der bereits in der Vergangenheit mit gelungenen Adaptionen wie Fargo oder Legion sein besonderes Talent zeigte, Ausgangsstoffe wie Spielfilme oder Franchise-Erzählungen mutig neu und radikal zu interpretieren. Den Widerspruch, einen Stoff über eine Kreatur, den Xenomorph, „deren dramaturgische Kraft sich immer aus ihrer Knappheit speiste“, umgeht Hawley, indem er nicht die Kreatur, sondern das System (die Firmen, die Forscher, die Hybride, die Kontrollfantasien) ins Zentrum der Handlung stellt. Kalle sagt, dadurch entstehe der Horror „nicht durch das Alien, sondern durch die Menschen“.